# Ministère de l'Administration territoriale (Cameroun)
Le ministère de l'Administration territoriale est l'un des 35 ministères existant au Cameroun. La préparation, la mise en œuvre et l'évaluation de la politique gouvernementale en matière d'administration territoriale, de décentralisation et de protection civile entrent dans le cadre des missions assignées au MINATD. 
Le MINATD a pour mission d'organiser les unités administratives territoriales, les chefferies et les services extérieurs, d'organiser les élections et les référendums nationaux et locaux conformément aux lois constitutionnelles. En assurant la préparation et l'application des lois et règlements et le maintien de l'ordre public, le MINATD agit en tant que garant des libertés publiques - associations et organisations politiques ; organisations religieuses ; mouvements, organisations et associations à but non lucratif. En tant que garant des pouvoirs de l'État, le MINATD supervise les activités des autorités régionales et locales. Le MINATD est également chargé de la prévention et de la gestion des risques liés aux catastrophes naturelles.